# Хайнрих Гелцер
Хайнрих Гелцер (на немски: Heinrich Gelzer) е германски учен, професор по класическа филология, антична и византийска история в Йена.

## Биография
Гелцер е син на швейцарския историк и университетски преподавател Йохан Гелцер (1813 – 1889). Учи пет семестъра в Базел при Якоб Буркхарт (1818 – 1897), а през 1867 – 1868 г. в Гьотинген при германския археолог Ернст Курциус (1814 – 1896), провел първите разкопки в Олимпия. След завършване на образованието си през 1869 г. преподава в гимназия в Базел. През 1872 г. става приват доцент в Базелския университет, през 1873 г. гостуващ професор в Хайделберг, а през 1878 г. ръководител на катедрата по класическа филология и стара история в Йена.
Гелцер се занимава основно с проучване на византийската, а по-късно и на арменската история, като за целта в 1871 г. заедно с Ернст Курциус предприема пътуване през Мала Азия.
През 1893 г. Гелцер е съосновател на „Бизантинишен Цайтшрифт“, едно от основните византинистки списания. Прави пътувания до Гърция, Мала Азия и страните от Черноморския регион.
През 1902 и 1903 г. посещава Света гора и Македония. В издадената си през следващата 1904 година книгата „От Света гора и от Македония“ (Vom Heiligen Berge und aus Makedonien) описва наблюденията си в Света гора и посетените селища в областта Македония – Битоля, Ресен, Охрид, Корча и Костур, както и българските селища Бобощица и Дреново, намиращи се в източната част на Албания. За Бобощица и Дреново съобщава, че са български острови сред албанщината около Корица (Корча) и че са останки от старото тамошно население, което след нахлуването на албанците през ХIV и ХV век много трудно е оцеляло в подножието на планините.